# بیل میلر (ورزشکار)
بیل میلر (انگلیسی: Bill Miller؛ ۲۲ فوریه ۱۹۳۰ – ۲۷ اکتبر ۲۰۱۶) ورزشکار دو و میدانی اهل ایالات متحده آمریکا بود.
وی در مسابقات کشوری و بین‌المللی در مجموع برندهٔ ۱ مدال نقره شده‌است.